# Smrček
Smrček je obec v okrese Chrudim v Pardubickém kraji. Žije zde 134 obyvatel.

## Historie

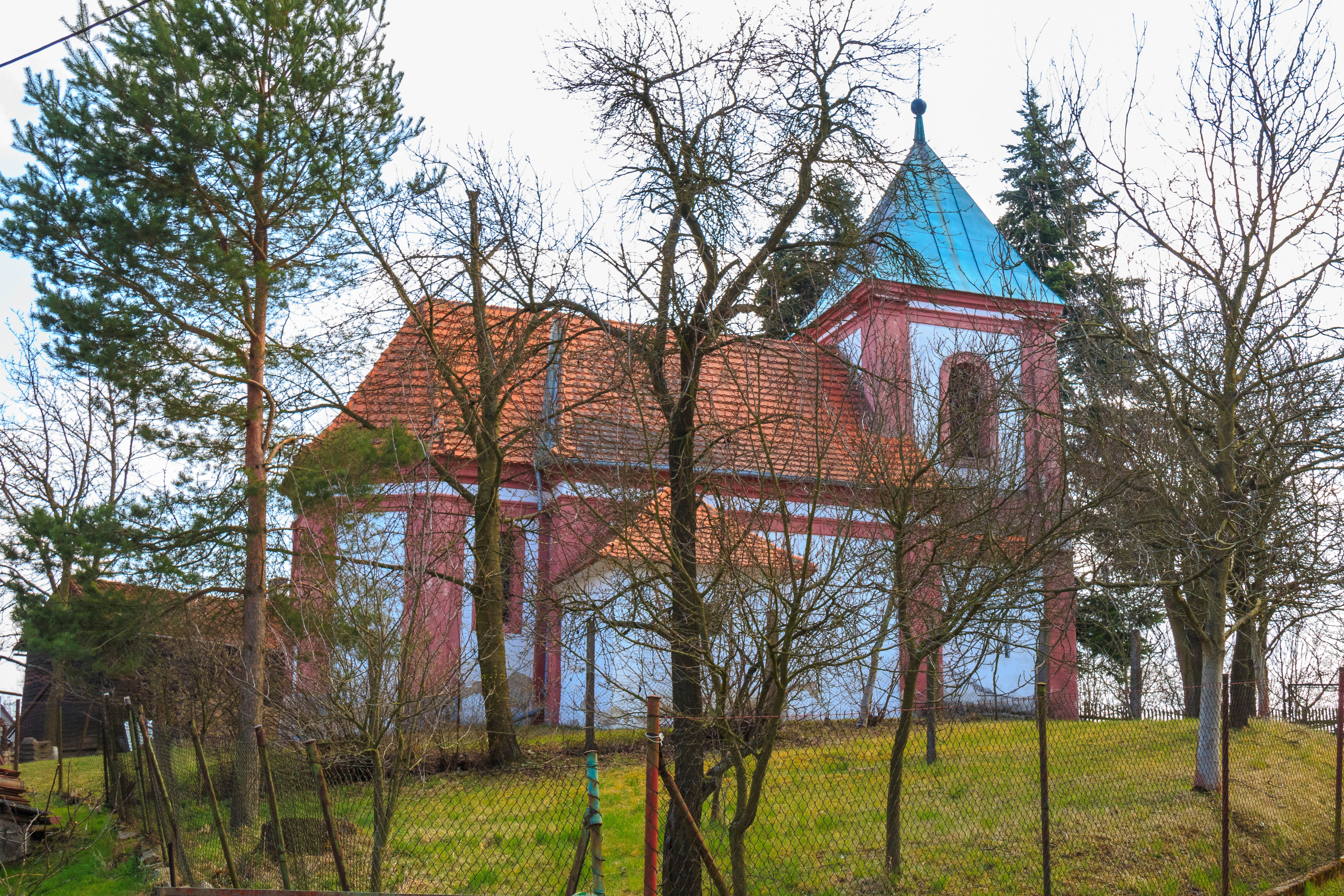
Kostel sv. Anny

První písemná zmínka o kostele v obci pochází z roku 1349, ale už počátkem 14. století tu stála tvrz Viléma Křeše ze Smrčku. Ta v 15. století zpustla a po roce 1443 ji Apolon z Křivan ještě obnovil. Koncem 15. století připadl Smrček k panství Žumberk, o sto let později se opět osamostatnil, ale po tvrzi nezůstalo ani památky.

## Obyvatelstvo
| Rok            | 1869 | 1880 | 1890 | 1900 | 1910 | 1921 | 1930 | 1950 | 1961 | 1970 | 1980 | 1991 | 2001 | 2011 | 2021 |
| -------------- | ---- | ---- | ---- | ---- | ---- | ---- | ---- | ---- | ---- | ---- | ---- | ---- | ---- | ---- | ---- |
| Počet obyvatel | 218  | 193  | 195  | 224  | 207  | 229  | 233  | 168  | 220  | 159  | 145  | 116  | 118  | 116  | 131  |
| Počet domů     | 30   | 31   | 32   | 34   | 37   | 38   | 44   | 45   | 45   | 46   | 41   | 50   | 55   | 57   | 65   |

## Obecní správa
V letech 1869–1890 patřil jako osada městyse k Žumberku v okrese Chrudim. V letech 1900–1950 byl obcí. V letech 1964–1991 patřil jako část obce k Horce a od 1. ledna 1992 je opět samostatnou obcí. Ke dni 28. února 2017 vznikla část obce Smrček-Na sádkách.

### Obecní symboly
Znak a vlajka byly obci uděleny rozhodnutím předsedy Poslanecké sněmovny Parlamentu České republiky dne 5. dubna 2017.

## Pamětihodnosti
V obci stojí kostel svaté Anny, původně gotická stavba z doby před rokem 1349, později barokně přestavěná. Jde o jednolodní stavbu s hranolovitou věží v západním průčelí. Presbytář má trojboký závěr se zbytky gotické klenby, loď plochý dřevěný strop. Hlavní oltář je trojkřídlý s uvedeným letopočtem 1669.